# Чемпионат Новой Зеландии по кёрлингу среди женщин 2021
Чемпионат Новой Зеландии по кёрлингу среди женщин 2021 проводился с 10 по 13 июня 2021 года в городе Несби на арене «Maniototo Curling International» (MCI).
В чемпионате принимало участие 3 команды.
Победителями чемпионата стала команда скипа Бриджет Бекер (Бриджет Бекер стала чемпионом среди женщин в 12-й раз и как скип, и как игрок), победившая в финале команду скипа Кортни Смит; бронзовые медали завоевала команда скипа Grace Apuwai-Bishop.
Одновременно и там же проходил Чемпионат Новой Зеландии по кёрлингу среди мужчин 2021.

## Формат соревнований
На первом, групповом этапе команды играют между собой по круговой системе в два круга. При равенстве количества побед у двух команд они ранжируются между собой по результату личной встречи, если и этот показатель одинаков — то по результатам суммы тестовых бросков в дом (англ. Draw Shot Challenge, DSC, в сантиметрах; чем меньше величина, тем выше место команды).
Затем проводится второй этап, плей-офф, где участвуют следующие команды:
1. если у занявшей на групповом этапе 1-е место команды нет ни одного поражения, то она становится чемпионом, а 2-я и 3-я команды играют матч за серебряные медали;
2. если у всех команд есть хотя бы одно поражение, то команды, занявшие на групповом этапе 1-е и 2-е место, играют матч за титул чемпиона, а третья команда занимает общее 3-е место.

## Составы команд
| Четвёртый           | Третий               | Второй        | Первый                  | Запасной   |
| ------------------- | -------------------- | ------------- | ----------------------- | ---------- |
| Grace Apuwai-Bishop | Temika Apuwai-Bishop | Lucy Neilson  | Charlotte Hutton-Atkins |            |
| Бриджет Бекер       | Натали Терлоу        | Холли Томпсон | Jennifer Stewart        | Руби Кинни |
| Кортни Смит         | Мэйри-Бронте Данкан  | Rachael Pitts | Rebecca Long            |            |

(скипы выделены полужирным шрифтом)

## Групповой этап
|    | Команда             | A1       | A2       | A3      | В | П | DSC, см | Место |
| -- | ------------------- | -------- | -------- | ------- | - | - | ------- | ----- |
| A1 | Grace Apuwai-Bishop | *        | 1:12 1:8 | 4:6 8:5 | 1 | 3 | 114.6   | 2     |
| A2 | Бриджет Бекер       | 12:1 8:1 | *        | 7:6 8:4 | 4 | 0 |         | 1     |
| A3 | Кортни Смит         | 6:4 5:8  | 6:7 4:8  | *       | 1 | 3 | 260.3   | 3     |

     команды, выходящие в матч за 2-е место в плей-офф

## Плей-офф
Матч за 2-е место. 13 июня, 12:30
| Площадка C          | 1 | 2 | 3 | 4 | 5 | 6 | 7 | 8 | Всего |
| Кортни Смит         | 1 | 0 | 2 | 1 | 4 | 0 | 3 | X | 11    |
| Grace Apuwai-Bishop | 0 | 3 | 0 | 0 | 0 | 2 | 0 | X | 5     |

## Итоговая классификация
| Место | Команда             | И | В | П |
| ----- | ------------------- | - | - | - |
| 1     | Бриджет Бекер       | 4 | 4 | 0 |
| 2     | Кортни Смит         | 5 | 2 | 3 |
| 3     | Grace Apuwai-Bishop | 5 | 1 | 4 |